# Bogutscharka
Der Fluss Bogutscharka (russisch Богучарка) ist ein 101 km langer Nebenfluss des Don im europäischen Teil Russlands. Sein Einzugsbereich beträgt 3240 km².
Er fließt durch den südlichen Teil des Oblasts Woronesch. Der Bogutscharka mündet bei der Stadt Bogutschar in den Don.